# Giro di Campania 1948
Il Giro di Campania 1948, diciottesima edizione della corsa, si svolse il 29 marzo 1948 su un percorso di 224 km. La vittoria fu appannaggio dell'italiano Luciano Maggini, che completò il percorso in 6h20'11", precedendo i connazionali Vito Ortelli e Severino Canavesi.
Sul traguardo di Napoli almeno 61 ciclisti portarono a termine la competizione. 

## Ordine d'arrivo (Top 10)
| Pos. | Corridore         | Squadra          | Tempo    |
| ---- | ----------------- | ---------------- | -------- |
| 1    | Luciano Maggini   | Wilier Triestina | 6h20'11" |
| 2    | Vito Ortelli      | Atala            | s.t.     |
| 3    | Severino Canavesi | Viscontea        | s.t.     |
| 4    | Giancarlo Astrua  | Benotto          | s.t.     |
| 5    | Ezio Cecchi       | Cimatti          | s.t.     |
| 6    | Angelo Brignole   | Arbos            | s.t.     |
| 7    | Alfredo Pasotti   | Benotto          | a 1'09"  |
| 8    | Leo Castellucci   | Legnano          | s.t.     |
| 9    | Vittorio Seghezzi | Lygie            | s.t.     |
| 10   | Italo De Zan      | Atala            | a 4'00"  |